# کارا سانتا ماریا
کارا لوئیز سانتا ماریا (متولد ۱۹ اکتبر ۱۹۸۳) یک مروج علمی آمریکایی است. او مجری پادکست نردی صحبت کن و هم‌مجری پادکست راهنمای شکاکان در جهان است و همچنین سابقاً به عنوان هم‌مجری در برنامه تِک‌نو در شبکه الجزیره آمریکا فعالیت می‌کرد.
سانتا ماریا اولین وبلاگ خود را در مارس ۲۰۱۰ برای هافینگتون پست نوشت و سپس از اکتبر ۲۰۱۱ تا آوریل ۲۰۱۳ به عنوان خبرنگار علمی پایه‌گذار این نشریه و مجری مجموعه وب‌سری با من نردی صحبت کن به این رسانه پیوست. او همچنین به همراه جیکوب سوبوروف در برنامه تِیک پارت لایو در شبکه پیووت تی‌وی هم‌مجری بود. در مه ۲۰۱۳، او به‌طور رسمی به عنوان یکی از اعضای گاه‌به‌گاه چنل، به برنامه آنلاین تفسیر سیاسی و اجتماعی ترکان جوان پیوست. علاوه بر این، او در سریال تلویزیونی بازی‌های ذهن نیز به عنوان مهمان حضور یافت.

## اوایل زندگی و تحصیل
سانتا ماریا در پلینو، تگزاس متولد و بزرگ شد و کوچک‌ترین فرزند از بین سه دختر خانواده بود. والدین او، یک معلم مدرسه و یک مهندس، هر دو از خانواده‌های کاتولیک بودند و در بزرگسالی به‌طور مشترک به مورمونیسم گرویدند و فرزندان خود را با این مذهب بزرگ کردند. برای مدتی، سانتا ماریا هر روز قبل از کلاس‌های مدرسه به کلیسا می‌رفت. سال‌ها پس از طلاق والدینش، او در ۱۵ سالگی از کلیسای ال‌دی‌اس (کلیسای عیسی مسیح قدیسین آخرالزمان) خارج شد و خود را به عنوان یک آتئیست معرفی کرد. او از سمت مادرش تبار پورتوریکویی دارد.: 2:35 
سانتا ماریا یک نوازنده جاز بود و برای فصل دوم امریکن آیدل تست داد، اما انتخاب نشد. سپس تصمیم گرفت روان‌شناسی را دنبال کند. در سال ۲۰۰۴، او مدرک لیسانس روان‌شناسی را در رشته فلسفه از دانشگاه شمال تگزاس دریافت کرد و در سال ۲۰۰۷ موفق به اخذ مدرک کارشناسی ارشد در علوم زیستی با گرایش در علوم اعصاب از دانشگاه آلما ماتر در سال ۲۰۰۷ شد.
در سال ۲۰۰۴، سانتا ماریا جایزه الکساندر روان‌زیست‌شناسی/روان‌فیزیولوژی انجمن روان‌شناسی تگزاس و بنیاد روان‌شناسی تگزاس (مسابقه تحقیقاتی شایستگی دانشجویی) را برای مشارکت‌هایش در تحقیقات مقطع کارشناسی دربارهٔ نقص‌های عصبی‌روان‌شناختی در میان افراد مبتلا به وابستگی یا سوءمصرف الکل در جمعیت دارای اختلال بینایی یا نابینا، دریافت کرد. در محیط بالینی عصبی‌روان‌شناختی، سانتا ماریا در توسعه و تحقیق راهنماهای تطبیقی کامپیوتری برای مدیریت آموزشی دانش‌آموزان مبتلا به اختلالات عصبی‌روان‌شناختی و اختلال بینایی مشارکت داشت.
سانتا ماریا در مصاحبه ای در سال ۲۰۱۳ در برنامه محقق شکاک وقتی از او پرسیدند که چگونه به علم علاقه‌مند شد، گفت:
«خنده‌دار است، چون وقتی خیلی خیلی کوچک بودم، به دایناسورها علاقه‌مند بودم و سعی می‌کردم در حیاط خانه‌مان استخوان دایناسور پیدا کنم. در مهدکودک، مطمئن بودم که بزرگ که شدم یک دیرینه‌شناس (پالئونتولوژیست) خواهم شد. اما وقتی به دبیرستان رسیدم، از علم وحشت داشتم و از آن مثل طاعون دوری می‌کردم. فکر نمی‌کنم برای آن رؤیا واقعاً آماده بودم. بعداً فهمیدم که باید سنگ‌ها، خاک و چیزهای دیگری را مطالعه کنی که اصلاً به آن‌ها علاقه‌ای نداشتم؛ بنابراین، در نهایت در دانشگاه روان‌شناسی خواندم، بعد از اینکه از اجرای موسیقی جاز آوازی تغییر مسیر دادم — یک مسیر تصادفی و پرپیچ‌وخم! تا وقتی که واقعاً به روان‌شناسی علاقه‌مند شدم، متوجه نشده بودم که چقدر بخش مغز در این معادله و رابطه مغز-رفتار جذاب است؛ بنابراین تصمیم گرفتم بعد از گرفتن مدرک کارشناسی، بمانم و برای مدرک کارشناسی ارشد زیست‌شناسی — به‌طور خاص علوم اعصاب (نوروساینس) — بخوانم.»
تا ژانویه ۲۰۱۹، سانتا ماریا در حال تحصیل برای دریافت مدرک دکترای روان‌شناسی بالینی با تمرکز بر عدالت اجتماعی و تنوع از دانشگاه فیلدینگ بود.
سانتا ماریا همراه با مجریان مشترک خود در پادکست راهنمای شکاکان در جهان، کتابی را دربارهٔ شک علمی: راهنمای شکاکان در جهان: چگونه بفهمیم در دنیایی که به‌طور فزاینده ای پر از دروغ است، چه چیزی واقعاً واقعی است. منتشر کرد که در سال ۲۰۱۸ منتشر شد.